# Dactylethrella
Dactylethrella is een geslacht van vlinders van de familie tastermotten (Gelechiidae).

## Soorten
- D. albidella (Snellen, 1884)
- D. bryophilella (Walsingham, 1891)
- D. candida (Stainton, 1859)
- D. chionitis (Meyrick, 1910)
- D. globulata (Meyrick, 1910)
- D. incondita (Meyrick, 1913)
- D. leuconota Bidzilya & Mey, 2011
- D. siccifolii (Walsingham, 1881)
- D. tegulifera (Meyrick, 1932)
- D. tetrametra (Meyrick, 1913)